# Gureb Blang
Gureb Blang is een bestuurslaag in het regentschap Aceh Timur van de provincie Atjeh, Indonesië. Gureb Blang telt 425 inwoners (volkstelling 2010).